# استادا
استادا (تلفظ درست: ستادا)‌ (آلمانی: STADA Arzneimittel) یک شرکت داروسازی است که در سال ۱۸۹۵ در شهر دِرِزدِن آلمان تأسیس شده‌است.